# Carl Maria von Weber
Carl Maria Friedrich Ernst von Weber (født 18. november 1786, død 5. juni 1826) var en tysk komponist, pianist og dirigent. Han er fætter til Mozarts hustru, Constanze, født Weber.
Carl Maria von Weber var kapelmester ved operaer i bl.a. Breslau, Prag og Dresden. Som dirigent havde han væsentlig indflydelse, fordi han lavede en ny opstilling af orkestret. Han var også en af de første, som brugte taktstok.
Han komponerede i de fleste af tidens musikgenrer, men huskes mest for sine operaer.
Han skrev seks operaer, bl.a. Jægerbruden, Euryanthe. Tre messer. 
Tre oratorier. to symfonier. To ouverturer: Oberon (1826). 
Fem koncerter: Klarinetkoncert nr. 1 (1811). Aufforderung zum Tanz.

## Musikklip
- Clarinet Concerto No. 2 in E Flat Major, J. 118 - iii. Alla Polacca
- Jægerbruden, J. 277 - OvertureMusopen
- Grand Duo Concertant for clarinet and piano - 1. Allegro con Fuoco
- Grand Duo Concertant for clarinet and piano - 2. Andante con Moto
- Grand Duo Concertant for clarinet and piano - 3. Allegro
- Concerto for Bassoon in F Major, 1st movement

## Eksterne kilder og henvisninger
- Carl Maria von Weber på gravsted.dk

- Wikimedia Commons har flere filer relateret til Carl Maria von Weber

 Der er for få eller ingen kildehenvisninger i denne artikel, hvilket er et problem. Du kan hjælpe ved at angive troværdige kilder til de påstande, som fremføres i artiklen.